# 辛蒂·雪曼
辛蒂·雪曼（英語：Cindy Sherman，1954年1月19日—），出生于美国新泽西，美国女摄影师与行为艺术家。她以概念艺术肖像闻名。
雪曼在一系列摄影作品中以自己充当主角，并化上如各种各样的妆容，并设计如戏剧般的场景和服装来为照片营造场景，有些时候她刻意女扮男装，企图颠覆既有的女性或男性印象。不少女性主义的评论家，都认为她是杰出的当代女性艺术代表，谢尔曼的每一件作品似乎都尖锐的探讨女性在社会中的角色，又似乎充满了嘲讽或是悲哀。但她曾说自己并非女性主义者。亦有不少艺术评论家将她列为现代艺术中最重要的女性摄影师之一，并认为她是20世纪后期最具影响力艺术家之一。

## 人物经历
雪曼出生于美国新泽西州的格伦里奇，出生后不久随全家移居至纽约州长岛的亨廷顿镇并在那里长大。在纽约州立大学布法罗学院学习绘画期间，雪曼开始对视觉艺术产生兴趣。此校的对面即是赖特康斯艺廊，是美国现代艺术的一个重要艺廊之一，在当时就已展出许多欧洲、美国的现代艺术。
虽然雪曼入学时主修的是绘画，但她在学校中期与同学朗格(Longo)、查尔斯·克劳夫(Charles Clough)和南希·德怀尔(Nancy Dwyer)合创了一个艺术家小艺廊，称为“厅墙”。这是一个旨在容纳不同背景艺术家的艺术中心，在这个艺廊中雪曼第一次以概念艺术的角度，呈现了她对摄影的喜好和风格。
雪曼还参观了阿尔布莱特-诺克斯美术馆、纽约州立大学水牛城分校系统的两个布法罗分校、布法罗媒体研究中心、探索与感知艺术中心以及附近的纽约刘易斯顿艺术公园的当代艺术展览。
1977年，她与现在也是大牌艺术家的男朋友罗伯特·郎格一起来到纽约，开始了在艺术界的闯荡。在纽约街头，她终于有机会亲眼目睹了那些在小城布法罗都是传说中的明星艺术家在她眼前走过并开始了她的摄影、电影和音乐生涯。
然而雪曼的作品第一次呈现在中国观众面前，是在2004年的上海双年展上。在那次双年展上，她展示了此前鲜为人知的早期自拍作品《公共汽车乘客》(1976)与最新自拍作品《小丑》。《公共汽车乘客》的背景与姿势均很简单，形式为黑白摄影，尺寸也非常之小，而最新的自拍作品则浓妆艳抹，手段为彩色摄影与数码技术的结合，尺寸也巨大无比。这新旧两组作品所呈现出来的极端反差，一目了然地显现了她在艺术上的巨大变化。

## 主要作品/作品主旨

### 以自己为模特
雪曼擅长在一系列作品中以自己当作主角，化上如明星般的妆，并设计如戏剧般的场景和服装来构图，某些时候更刻意女扮男装，企图颠覆既有的女性或男性印象。她的作品经常有着过度饱和的色彩，无意识的表情，以及浓妆和舞台般的灯光。
1977年开始，无题电影停格系列标志着典型的辛蒂·雪曼风格——她自导自演，犹如剧照般，呈现女性不同的社会身份：从模特儿、明星、名媛到精致的家庭主妇.这些都是当时社会主流价值观对“女性”角色的认同。
1977年到1980年的成名系列作品《无题电影剧照》中，共有69张照片，都能很明显的看出谢尔曼的风格，这些作品中舍曼扮演了B级电影女星或欧洲艺术电影女星等；此成名展在1997年由纽约现代艺术博物馆重新展出，歌手玛丹娜是全额赞助者。即使是近期2003年的作品，雪曼依然维持一贯的风格，将自己扮成丑角，拍出戏剧味浓厚的摄影作品。
《无题电影剧照》系列之后，雪曼应美国《艺术论坛》杂志之邀作了一个《中心插页》系列。这个系列中的女性形象仍然由她自演自拍，这些女性形象要比《无题电影剧照》系列中的女性显得更为她们自身的内在欲望所惊醒，所触动。她们的眼神与身体姿势所显现的欲望挣扎要比《无题电影剧照》系列中的女人们更为露骨，她们空虚忧郁，渴望堕落，似乎在恐怖而又期待的心情中等待着什么或者计划着什么。这是一种更为不安、缺少信心、自暴自弃、迹近迷乱的形象。
就摄影来说，也许雪曼的最重要的贡献在于，她通过多变的摄影形象否定了人们对于摄影的“真实性”的迷思，让一直被限定于真实记录的摄影在自我的虚构中获得了新的生长空间与可能性。它既是一种虚构的情景，却又被以如此逼真的方式加以描写，这使得人们发现了摄影的另一种魅力。

### 将自己化妆成小丑
结束了这两个系列后，她似乎一度不再对由自己扮演角色感兴趣。在1986-1989年间制作的《灾难》系列中，雪曼一反往常地让令人毛骨悚然的怪物与她自己一起登场。在这批作品中，垃圾、玩偶与人挤压在一起，整个画面凌乱不堪，人受到无端的排挤与压迫，暴力与混乱泛滥、充斥画面。此时，人已经与那些污物没有根本差别，人早已面目全非，正步步走向解体。
到了1994-1996年的《恐怖与超现实主义形象》系列，雪曼终于按捺不住她对人的绝望，亲手以自己安排的各种场面与景像，完成了人的形象的总崩溃的彩排。雪曼用人造模特儿来装配组织人的行为、构成人的活动空间甚至构成人的尸体。在这批图像中，她有时还聚焦于这些人造模特儿的脸部，近摄这些了无生气的面孔的细部，细细刻划人的终极表情。显然，此时的雪曼似乎已经无可救药地失去了对人的耐心与信心，她甚至拿出了画面是人脸已经四分五裂的一幅作品。对于这些以假东西构成的作品，她说自己的目的在于，“假的屁股与乳房，乍一看之后，如同照片里的裸体那样具有诱惑力，但一旦观众走近观看，它们不仅仅是假的，而且脸部、牙齿以及其它东西都有着极其骇人的特征。因此，它是对那些人的一记耳光，他们逃脱裸体的诱惑后在想：我也会堕落成这样。”摄影这个恋物癖的视觉手段，在男性视觉话语中，一直是对女性身体肢解、欲望投射的有效手段。但是，如今雪曼从女性的立场，以同样的恋物癖式的关注局部的视觉，却展现了一个不堪入目、令肉眼与心理均无法平静承受的现实，彻底颠覆了男性的想象与幻想。
在最新的《小丑》系列中，她再次运用自拍方式，加上数码手段，将自己化妆成小丑。这些作品色彩欢快，小丑的表情也很明快，然而细看，却会发现小丑灿烂笑容之下的无奈与尴尬。她以欢快的色调来表现一种内在的苦闷，制造出外表与内在的巨大差异。
然而雪曼的作品受到了令人难以想象的欢迎。1987年，惠特尼美术馆迫不及待地为她举办了个人回顾展。回顾者，一般都是垂垂老矣功成名就的艺术家，而她年仅33岁，如此年轻的她就这么被“回顾”了，而且被艺术制度“回收”了。纽约现代艺术博物馆以100万美元购买了她的《无题电影剧照》系列。
1999年，她被美国《艺术新闻》杂志评为“20世纪最有影响的25位艺术家”之一，获得与杜尚、沃霍尔、劳森伯格等艺术家跻身同列的荣誉

### 其他领域：音乐和电影
20世纪90年代初，雪曼与明尼阿波利斯的宝贝乐队在托伊兰合作，为专辑《方塔内尔》和《止痛药》的封面提供照片，为现场音乐会制作舞台背景，并为歌曲《紫伤》的宣传视频担任演员。她还当过电影导演。
1997年，雪曼和她的电影《办公室杀手》一起从摄影转向了电影，主演包括珍妮·特里普尔霍恩 、莫莉·林华德(Molly Ringwald)和卡罗尔·凯恩(Carol Kane)。多琳(卡罗尔·凯恩饰)是谢尔曼的替身。他们都对安排身体有共同的兴趣，就像一个在立体场景中木偶戏演员。作者戴利亚·施韦策(Dahlia Schweitzer)认为，《办公室杀手》充满了出人意料的角色和情节转折。施韦策认为这部电影是一部喜剧、恐怖、情节剧、黑色电影、女权主义宣言和艺术作品。
但这部电影得到的评价褒贬不一。在《纽约时报》的一篇影评中，艺术评论家罗伯塔·史密斯表示，这部电影缺乏这位艺术家通常的技巧，是对她作品的回顾：“一部引人入胜但略显笨拙的谢尔曼纳作品”。他的同事斯蒂芬·霍尔顿称这部电影传达了一种“可悲地无能为力”的感觉。《办公室杀手》最后只获得了37446美元的票房，获得的评价普遍不佳，甚至被称为“粗俗”和“没有笑声”。
之后，她在约翰·沃茨的电影《啄木鸟》中客串了一个角色，并于2008年出演了由前夫米歇尔·奥德主演的电影《啄木鸟》，该片获得了新视觉奖。这部电影包含了几个艺术上执行的谋杀场景，与她无题的恐怖系列电影中类似的恐怖和血腥元素相呼应。

## 个人展览

### 洛杉矶剧照展
展会《辛蒂·雪曼：虚伪的一生》——艺术家40年的职业生涯回顾——目前正在洛杉矶市中心的当代艺术博物馆展出。此次展览由客座馆长菲利普·凯撒（Philipp Kaiser）策划，并且在电影制作行业的发源地展出，展会展示了雪曼一生参与拍摄的著名电影和名人交际，再次呈现了艺术家在电影中塑造的角色形象。
展会以两张巨大的壁画为开始，是艺术家为此次展览特意构思的，它们重新定义了谢尔曼在二十世纪八十年代的幕背后剧照，创作中艺术家受到本世纪中叶电影院技术和模型的影响。展会以艺术家今年拍摄的新照，且从未在洛杉矶向大众公开的照片为结尾，所呈现的都是二十世纪二十年代的电影宣传照。

### 纽约现代艺术博物馆作品回顾展
MOMA一直有收藏雪曼的作品，早在1995年，就以100万美元的价格收购了她的69幅黑白作品《无标题电影剧照》。此次展览追溯了雪曼艺术事业的发展生涯，集中表现了她作品中一贯的主题。正如她自己所说。“这些照片是情感的拟人化，完全是她们本身。有她们自己的仪容。我所尝试的是：使其他人认知他们自己的东西，而不是我的。我希望这些照片能够引起你多愁善感的泪水和绝望，让这些感觉充满你的直觉，传达难以明亮的情绪。当大家在画面中发现了自己的那一瞬间，我的愿望也就实现了。”

### Metro Pictures画廊个人展
Metro Pictures画廊最近正举办辛迪·雪曼个展，这距离她上次在纽约举办个展已经有四年了。这批新作拍摄于2008年，不过，你不用到场也会知道一个事实，照片里的主人公一定是她自己。
站在尺寸巨大，占据画廊整面墙的照片前面，可以看到雪曼所装扮出的老脸，丑陋且沟壑纵横的脸上，涂的粉似乎要成块儿掉下来，夫人们都穿着雍容华贵的服饰，摆出尊贵的仪态，就连照片的装裱也仿佛宫廷画作。
这个系列是讽刺上流社会虚荣且精神空虚的老女人——似乎照片从里到外有太多的提示说明这个结论，这反而让我觉得很是乏味。回家之后检索到一段访谈，雪曼在里面谈到了作品创作的动因：“我的一个朋友让我开始关注互联网上的一些人。其中有一个叫做”Brenda Dickson” ，她是一个肥皂剧明星，在YouTube上很有名，人们都在模仿取笑她，她在自己的网上有一段视频，是讲解如何能够和她一样毫不费力地变得美丽，但是事实上，她哪里是不费力，简直是太过分了。这个系列是从我去年给法国时尚杂志拍摄的照片中衍生出来的，那是在聚会中的一些抓拍作品，你知道人们都拼命在镜头前让自己看起来优雅漂亮，这些老女人努力让自己变得漂亮，但是又做得太过分的行为，我很受启发，我这套作品是那些穿着舞会华丽袍子的女人在卧室里摆姿拍摄，这实在是太荒谬了。”

## 女权主义
在辛迪·雪曼的职业生涯中，她不断地在作品中戏仿对女性的刻板形象。但雪曼向来不愿从学术角度来解读自己的创作，她曾经这样说道：“我的照片就是它本来的样子，希望会被看作是女权主义作品，或者是遵循女权主义观点的作品。但我不想宣称它们是产生于任何女性主义理论。
在雪曼近40年的职业生涯中，关于她作品的文章无数，其中有很多与女性主义密不可分。讨论的重点围绕雪曼早期创作的两个系列：《无题电影剧照》和 《杂志插页》，连她所选择的创作媒介也常常被拿来从性别的角度进行分析。当她刚开始在艺术圈崭露头角时，当时盛行的视觉表达方式由“坏男孩”俱乐部的艺术家所主宰，他们是包括朱利安·施纳贝尔（Julian Schnabel）、大卫·萨尔（David Salle）和埃里克·费希尔（Eric Fischl）在内的一众表现主义和具象画家。在艺术媒介的阶级排序中，摄影的地位要低于绘画。但摄影赋予了女性艺术家一定的自由，让她们摆脱长期由男性主导的绘画史的束缚。当时开始摄影创作的女性艺术家包括露易丝·劳勒（Louise Lawler）、谢莉·莱文（Sherrie Levine）、劳瑞·西蒙斯（Laurie Simmons）、萨拉· 查尔斯沃斯（Sarah Charlesworth）以及雪曼自己。雪曼曾这样评价当时用照相机创作的女性艺术家：“我在这群女性中看到了团结的力量。"
而雪曼的作品真正开始引起女权主义者的关注是在1981年，时任《艺术论坛》主编的英格丽·希斯切（Ingrid Sischy）委托雪曼为杂志创作一系列作品。为此，艺术家计划重新演绎《花花公子》的杂志大片，用一组横向的照片来展现女性私下休息时的亲密状态。与以往出现在这本情色杂志中的女性不同，雪曼演绎的花花公子女郎全部有衣物遮掩。但这组作品最终未在《艺术论坛》上登出，那也是唯一一次希斯切拒绝出版委托的创作，因为她担心这系列照片会被激进的女权主义者误读：它们看上去“过于接近”真实成人杂志中会出现的性感照。最后，纽约Metro Pictures画廊展出了这组作品。它们确实引起了女权主义者的不满，如卡尔文·汤姆金斯（Calvin Tomkins）在《纽约客》中指出的，雪曼的摄影“被一群有性别政治意识的艺术学生所误解（这其中有男性也有女性），他们指责雪曼让女性以“弱者”的姿态出现，那不利于女权主义的倡导。
其他人则认为雪曼在挪用“男性凝视”的概念，同时也关注她在作品里营造出的一种窥私的氛围。她有意在传统性感照片的元素中动点手脚，埃娃·瑞斯皮妮（Eva Respini）在2012年纽约现代艺术博物馆的雪曼回顾展画册里写道，艺术家“营造出男性在阅览性感照片时的状态，但她一人同时分饰了男摄影师和性感女郎两角。”
然而，从始至终雪曼都不愿意将自己的作品与女权主义理论联系起来，她与女权主义理论者之间的紧张关系在作品《无题 #93》（1981）中显露无疑。这件作品展现出一位坐在床上的含泪女子，身上紧紧地裹着被单，这让许多评论家将照片中的女子诠释为遭遇性侵后的幸存者。但雪曼的灵感其实来源于在放荡一夜之后、到了太阳升起才准备进入梦乡的女子。瑞斯皮妮认为，这件作品“反映出围绕舍曼创作的争论焦点：在女权主义和女性所扮演的角色问题上，艺术家的创作意图与学者的阐释之间有时存在偏差。”这样的理解冲突让学术界感到挫败，却一样坚持己见，穆尔维就曾经写道，“对于舍曼本人悍然坚持的非理论、甚至是反理论的立场，我们有时有必要置之不理。”

## 人物争议
1989年，由于美国艺术基金会（常简称为NEA）裁减赞助金，和道德检查摄影师罗柏·梅普索普（Robert Mapplethorpe）和安德斯·塞拉诺（Andres Serrano）的争议作品，雪曼以《性》系列来表示她的声援。
这系列作品中，她并没有出现在相片里，而是使用了不少的医疗人体模型，透过混乱的、令人不安的摆设来刺激《性》的照片拍摄道德边界，达到嘲讽的效果。在1990年代，雪曼以性和暴力为主题，展出的《无题》，一样也是让世人惊骇的代表作。
不少女性主义的评论家，都认为她是杰出的当代女性艺术代表，每一件雪曼的作品似乎都尖锐的探讨女性在社会中的角色，又似乎充满了嘲讽或是悲哀的角度。但雪曼曾说自己并非女性主义者。亦有不少艺术评论家将雪曼列为现代艺术中最重要的女性摄影师之一，且认为她是20世纪后期最具影响力的成功艺术家之一。

## 人物影响
她的作品在某种程度上预示了我们现在所处的媒体时代，也绝对回应了这个时代。许多年轻的艺术家非常感谢谢尔曼，他们不仅探索了身份，而且还探索了表现的本质。现在我们都想当然地认为一张照片可以ps。我们生活在一个电视真人秀和化妆的时代，在这个时代，你可以随时成为任何你想成为的人，艺术家们对此做出了回应。辛迪是第一个探索身份的延展性或流动性的人之一。
舍曼的范式转变领先于技术一步。她用万花筒般的眼光审视了自己的本质——进而延伸到整个社会——认同情结，这种情结依靠的是独创性，而非千兆字节。由于今天的数字霸权，流态化的概念——对谢尔曼来说是一种智力和艺术技巧——现在不仅是一种惯例，而且是事实上的。多形反常已经变得无处不在。含蓄变得越来越露骨。艺术人物不仅可以瞬间创造，而且可以瞬间动画和传播。

## 获奖记录
1977年：美国艺术基金会奖
1983年：约翰·西蒙·古根汉（John Simon Guggenheim）纪念基金
1989年：西缅因州 - 斯考希根市（Skowhegan）摄影奖
1993年：康乃迪克州 - 赖瑞·阿德瑞克（Larry Aldrich）基金会奖
1995年：麦克阿瑟基金会奖
1997年：沃夫·汉亨斯奖
1999年：戈斯拉尔·凯撒林奖
2001年：哈苏基金会 - 国际摄影奖
2002年：美国国家艺术奖

## 作品年表
- 无题-A（1975年） （页面存档备份，存于）
- 无题-公车乘客（1976年） （页面存档备份，存于）
- 无题-电影静照 #15（1978年） （页面存档备份，存于）
- 无题 #66 - 投影背景（1980年） （页面存档备份，存于）
- 无题 #92 - 封面女郎（1981年） （页面存档备份，存于）
- 时尚 #123（1983年） （页面存档备份，存于）
- 历史人像 #222（1990年） （页面存档备份，存于）
- 历史人像 #224（1990年） （页面存档备份，存于）
- #253 性 #253（1992年） （页面存档备份，存于）
- #261 性 # 261（1992年） （页面存档备份，存于）
- 无题-丑角（2000年） （页面存档备份，存于）
- 女人（2004年） （页面存档备份，存于）

## 相关书籍
- (2006) Johanna Burton (ed.): Cindy Sherman. The MIT Press. ISBN 0-262-52463-5.
- (2004) Cindy Sherman: Centerfolds. Skarstedt Fine Art. ISBN 0-9709090-2-0.
- (2003) Cindy Sherman: The Complete Untitled Film Stills. Museum of Modern Art. ISBN 0-87070-507-5.
- (2002) Elisabeth Bronfen, et.al. Cindy Sherman: Photographic Works 1975-1995 (Paperback). Schirmer/Mosel. ISBN 3-88814-809-X.
- (2001) Early Work of Cindy Sherman. Glenn Horowitz Bookseller. ISBN 0-9654020-3-7.
- (2000) Leslie Sills, et.al. In Real Life: Six Women Photographers. Holiday House. ISBN 0-8234-1498-1.
- (2000) Amanda Cruz, et.al. Cindy Sherman: Retrospective (Paperback). Thames & Hudson, ISBN 0-500-27987-X.
- (1999) Essential, The: Cindy Sherman. Harry N. Abrams, Inc., ISBN 0-8109-5808-2.
- (1999) Shelley Rice (ed.) Inverted Odysseys: Claude Cahun, Maya Deren, Cindy Sherman. MIT Press. ISBN 0-262-68106-4.